# Aktivsprache
Als Aktivsprache (auch: Aktiv-Stativ-Sprache, Aktiv-Inaktiv-Sprache) bezeichnet man innerhalb der relationalen Typologie einen Sprachtyp, der das Agens (dieses ist „aktiv“) sowohl transitiver als auch intransitiver Sätze stets auf die gleiche Art zum Ausdruck bringt und das Patiens (dieses ist „inaktiv“) in allen Sätzen stets auf eine andere Art bezeichnet. Der Unterschied beispielsweise zum Deutschen besteht also darin, dass das intransitive Subjekt keinen einheitlichen Kasus erhält (wie im Deutschen den Nominativ), sondern dass die Markierung je nach semantischer Rolle wechselt.

Es besteht ebenso ein Kontrast zu Ergativsprachen, die das intransitive Subjekt einheitlich als Absolutiv markieren; allerdings erlauben manche Ergativsprachen auch teilweise Ergativkasus bei „aktiven“ Teilnehmern, und tendieren somit mehr oder weniger in ein Aktiv/Inaktiv-System hinüber (zum Beispiel im Georgischen).
Ein reines Aktiv/Inaktiv-System wird typischerweise durch zwei Reihen von Pronominalelementen am Verb markiert, d. h., es gibt zwei morphologische Kategorien Aktiv und Inaktiv (wobei die erstere direkt nichts mit dem gleichnamigen Genus verbi zu tun hat).
Sprachen dieses Typs finden sich außerhalb Europas, vor allem in indigenen amerikanischen Sprachen, aber auch in anderen.
- Beispiele aus dem Dakota (Sioux-Sprachen):

In diesen Beispielen ist zu beachten, dass das Dakota nur die 1. Person Singular („ich/mich“) am Verb sichtbar markiert, die 3. Person Singular wird nicht sichtbar ausgedrückt. Die beiden Formen, die als „ich/mich“ übersetzt werden, werden nicht in Abhängigkeit von „Subjekt/Objekt“ zugewiesen, sondern je nach aktivem/inaktivem Status des Teilnehmers:
|             | Agens                          | Patiens                        |
| ----------- | ------------------------------ | ------------------------------ |
| transitiv   | wa-kastaka „ich schlage (ihn)“ | ma-kastaka „(er) schlägt mich“ |
| intransitiv | wa-lową „ich singe“            | ma-khuže „ich bin krank“       |

- Eine weitere Aktivsprache ist z. B. das Guaraní.
- Der russische Linguist Georgi Klimow hält viele Kaukasussprachen ursprünglich für Aktivsprachen, die später durch Übernahme ergativer und nominativistischer Konstruktionen überprägt wurden.[1]
- Auch im Deutschen (das eine Akkusativsprache ist) gibt es Konstruktionen, die dem Wesen einer Aktivsprache entsprechen: mich friert (mich ist hier inaktiv) statt intransitiv ich friere, d. h. in Übereinstimmung mit transitiv er schlägt mich, wo mich ebenfalls inaktiv ist.